# Boletice
Boletice è un'area militare della Repubblica Ceca facente parte del distretto di Český Krumlov, in Boemia Meridionale.
Si tratta di un'area asservita all'esercito ceco situata nel settore nord-occidentale del distretto. Statisticamente viene considerata a livello dei comuni, dispone di propri simboli e di un proprio codice statistico ed ha una sia pur minima popolazione residente. Non dispone di organi amministrativi, venendo amministrata da un comandante dell'esercito.